# Eric Mika
Eric Mika (Concord, 5 gennaio 1995) è un cestista statunitense.

## Carriera

### 2017-2018: l'arrivo a Pesaro
Esordisce nel massimo campionato italiano il 1º ottobre 2017, nella sconfitta casalinga contro Brescia. Conclude la prima esperienza da professionista con una media di 14,3 punti e 7,3 rimbalzi a partita, facendo registrare un record di 22 punti contro Avellino (26º turno) e di 17 rimbalzi (21º turno).

### 2018-2019: Brescia
Decide di restare un altro anno in Italia, firmando un contratto annuale che lo legherà alla Basket Brescia Leonessa fino al 30 giugno 2019. Dal 19 dicembre 2018, data dell'uscita della Leonessa dalla Eurocup, la Società decide di mettere il giocatore sul mercato quale prima azione per provare a dare una svolta positiva alla difficile situazione in cui verte.